# 240-й отдельный специальный батальон
240-й отдельный специальный батальон — воинская часть в составе Вооружённых сил Украины, которая выполняла боевые задачи по поддержанию мира на территории бывшей республики Югославия в начале и в середине 90-х.

## Предыстория
Распад СССР привёл к разрушению двуполярной системы политического устройства мира, когда одни страны были союзниками и контролировались советской властью с одной стороны, и Соединёнными Штатами — с другой. Одним из мест нестабильности стала Союзная Федеративная Республика Югославия. В основу Балканского кризиса легли этнические и религиозные конфликты, а также стала «популярной» борьба различных автономий и субъектов федераций за независимость. Серия масштабных вооружённых столкновений превратила Югославию на одну из самых «горячих» точек мира за последние десятилетия. 25 июня 1991 года Словения и Хорватия объявили о своей независимости, что и привело, в конечном итоге, к распаду Югославии. До середины 1992 года на месте Югославии уже существовали Босния и Герцеговина, Восточная Славония, Косово, Македония, Республика Сербская Краина и Хорватия.
Со времен окончания Второй мировой войны югославская война стала самым кровопролитным вооружённым противостоянием в Европе. Для расследования совершенных в Югославии военных преступлений был создан Международный трибунал.

## Создание батальона
В 1992 году с целью содействия политическому урегулированию югославского конфликта и ради защиты гражданского населения были развернуты силы ООН — UNPROFOR (англ. United Nations Protection Forces, то есть Силы Безопасности Организации Объединённых Наций). Генеральный секретарь ООН обратился к руководству Украины с просьбой ввести военный контингент в состав сил ООН в зонах конфликта.
3 июля 1992 года Верховной Радой Украины была принята Постановление № 2538 - XII «Об участии батальонов Вооружённых Сил Украины в Миротворческих Силах Организации Объединённых Наций в зонах конфликтов на территории бывшей Югославии». Уже на следующий день министром обороны был подписан приказ о формировании в пгт. Гвардейское Днепропетровской области миротворческого подразделения — 240-го отдельного специального батальона. Формирование проводилось на базе 93-й гвардейской мотострелковой дивизии 6-й гвардейской танковой армии (позже — 93-й механизированной дивизии 6-го армейского корпуса Сухопутных войск Вооружённых Сил Украины).
Батальон был сформирован в рекордно короткий срок — за три недели! При этом надо было подобрать 400 человек личного состава, принять 95 единиц техники, получить оружие, боеприпасы, тыловое имущество. Батальон формировался как абсолютно автономный подразделение: своя кухня, своя баня, своя прачечная. В формировании приняла участие практически вся Украина (личный состав, в основном солдаты срочной службы, подбирались из разных частей во всех регионах, в том числе и в частях 8-го армейского корпуса).

## Руководство
Командиром 240-го осб был назначен полковник Сидоренко Владимир Владимирович, 1951 г. н., что в своё время окончил Свердловское суворовское училище (1969 г.), Омское высшее общевойсковое командное училище (1973 г., окончил с золотой медалью), разведывательный факультет Академии им. М. В. Фрунзе (1980 г., закончил отлично). Офицерскую службу начал в Южной группе войск, где за четыре года прошёл путь от командира разведывательного взвода до начальника разведки мотострелкового полка. В 29 лет был назначен на должность начальника разведки дивизии (Белорусский военный округ), в 35 — заместителем начальника разведки 6-й танковой армии (1986 г., Киевский военный округ).

## Журнал боевой деятельности батальона
15 июля 1992 года два самолёта с передовой группой 240-го батальона на борту взлетели с днепропетровского аэродрома и взяли курс на Боснию. В первой группе было 42 человека. Старший — генерал-майор Гудым. С первых минут после приземления в Сараево стало понятно, что война идёт самая настоящая. Город и аэродром находились под обстрелом. Практически постоянно слышались взрывы и стрельба. Работали снайперы. Все перемещения по аэродрому осуществлялись только бегом.
21 июля на станциях Свободное и Мелиоративная (Днепропетровская область) было проведено загрузки техники на железнодорожные платформы. Два эшелона с техникой и имуществом батальона через территорию Венгрии прибыли к месту разгрузки (станция Панчево за 35 км от Белграда) 25 июля 1992 года.
28 июля личному составу на руки была выдана оружие, боеприпасы и бронежилеты. После инструктажа, проведённого французскими коллегами-миротворцами, начался марш батальона к месту дислокации.
29 июля 1992 года 240-й осб в составе 67 офицеров и прапорщиков, 345 сержантов и солдат прибыл в Сараево. В задачи батальона входила охрана и обеспечение функционирования аэропорта, сопровождение конвоев с гуманитарной помощью как в городе, так и в отдалённых районах страны, охрана района своего расположения, ремонта систем водо — и электроснабжения. Специфической задачей было ведение артиллерийской разведки. Для этого в составе 240-го осб было два АРК-1 — артиллерийских радиолокационных комплексах, предназначенных для разведки огневых позиций и контроля стрельбы артиллерии (пусков ракет) по целям. Смонтирован на шасси гусеничного тягача МТ-ЛБ, комплекс позволяет вести разведку стреляющих миномётов на дальности 12-13 км, реактивных систем залпового огня — на 12-20 км, гаубиц — на 7-9 км. С помощью АРК должен был осуществляться контроль за выполнением договора о прекращении артиллерийских обстрелов жилых районов Сараево (в ходе выполнения заданий АРК были неоднократно обстреляны и впоследствии выведены из строя).
По прибытии в Боснию и Герцеговину, подразделения 240-го осб немедленно подверглись многочисленным нападениям и обстрелам со стороны враждующих группировок. Некоторые аналитики и историки утверждают, что первый (в истории современной украинской армии) бой военнослужащие провели 4 апреля 2004 года в Республике Ирак. Делая такие заявления, они забывают о вооружённые столкновения подразделения 240-го осб, когда украинским миротворцам пришлось применять все виды штатного оружия для защиты себя и местного населения от нападений хорошо вооружённых формирований и группировок, разблокировка позиций и блок-постов батальона, уничтожения снайперов и обеспечения эвакуации погибших и раненых.
Уже через два дня после прибытия, в аэропорту была обстреляна позиция артиллерийского комплекса. В тот день мусульмане поставили в непосредственной близости с комплексом батальона свой миномёт и открыли огонь по сербам. Сербы открыли огонь в ответ, и одна из мин попала в блиндаж расчёта АРК. В результате семь человек были тяжело ранены. Старший лейтенант Сергей Топиха умер от ран в госпитале в Германии. Рядовому Карпенко, который получил тяжёлое проникающее ранение в голову, во Франкфурте было сделано несколько операций, после чего он был отправлен на Украину. Другие пятеро военнослужащих прошли лечение во французском военном госпитале в Загребе и продолжили службу. Через неделю — 7-го августа было обстреляно минами расположение батальона. Восемь человек получили ранения различной степени тяжести. Был ранен и командир батальона Владимир Сидоренко. 20-го августа, в расположении батальона от пули снайпера погиб прапорщик Виктор Салохин.
Несмотря на тяжёлые условия, в которых оказались украинские миротворцы, они продолжали выполнять поставленные перед ними задачи. Только за четыре месяца ими уже было проведено более 800 конвоев с гуманитарным грузом. К числу самых успешных миротворческих операций батальона можно отнести обеспечение безопасности работы аэропорта, установление демилитаризованной зоны в районе населённого пункта Жепа, эвакуация 5 тысяч мужчин во время наступления сербов, восстановление электросетей.
19 ноября 1993 года Верховная Рада Украины приняла Постановление об увеличении численности контингента Вооружённых сил Украины в миротворческих силах ООН на территории бывшей Югославии. Согласно этому решению началось формирование и подготовка 60 отдельного специального батальона («Укрбат-2»).
19 апреля 1994 года 60-й осб прибыл в Сараево. Батальон был первым подразделением, что, согласно распоряжению руководства UNPROFOR, было введено в заблокирован мусульманский анклав в районе Горадже. 60-й осб с оперативной группой 240-го батальона при поддержке подразделений Вооружённых сил Великобритании, Франции, Норвегии, России и Египта вошёл в зону активных боевых действий между сербскими и мусульманскими формированиями. Присутствие 60-й осб привела к снижению напряжённости в районе и ослабление боевых действий.
В июле 1995 года украинцами была проведена самая успешная операция в истории ВС Украины. В анклаве Жепа украинские миротворцы оказались под перекрестным огнём боснийско-сербского корпуса «Дрина» и мусульманских подразделений.
Вот часть сообщения, отправленного в Киев 24 июля:
24.07.95 г. В районе чек-пойнта №1 шли бои между сербами и боснийцами... В 14:20 от командира специальной роты поступило сообщение: «За один час в анклав Жепа упало 60 мин. Ведется огонь из танков, пулеметов и снайперского оружия. Расстрелян дом полиции, много убитых и раненых. Ночью предполагается нападение на позиции роты. Топлива и воды нет... В 17:00 командир боснийской бригады пригласил командира роты выставить личный состав в особо опасных участках для защиты от сербов...
Личным составом батальона, несмотря на отсутствие поддержки со стороны ООН и НАТО, была начата операция по эвакуации мирного населения из зоны обострения ситуации. В результате более пяти тысяч человек были успешно выведены, при этом потерь среди украинцев не было, несмотря на то, что в эти дни число жертв в регионе превысило девять тысяч человек.
Во второй половине 1995 года было принято решение о прекращении в декабре того же года полномочий миссии UNPROFOR. В сентябре-декабре была проведена репатриация украинских миротворческих подразделений, сокращено количество штабных офицеров в руководящем аппарата миссии. Домой отправились 60-й осб и 15-й отдельный вертолётный отряд, также выполнявших задачи на территории бывшей Югославии.
21 ноября 1995 года в США на авиабазе Райт-Пэттерсон (г. Дейтон, штат Огайо) было подписано соглашение о мире в Боснии и Герцеговине, а уже в середине декабря в Париже подписан соответствующий договор. На основании Резолюции Совета Безопасности ООН от 15.12.95 № 1031 дальнейшая поддержка мира в регионе стояло многонациональным силам IFOR (силы выполнения соглашения — СВС) под руководством НАТО. В 11.00 20 декабря 1995 года в сараївському аэропорту Бутмир прошла официальная церемония передачи полномочий. Флаг ООН на флагштоке был заменён флагом НАТО.
На основании Соглашения между Украиной и Францией в декабре 1995 года 240-й отдельный специальный батальон был передан в IFOR.
После Дейтона произошёл переход от политики увещевания к политике принуждения к миру. К тому времени на территории Боснии и Герцеговины существовало официальное перемирие, фактически следовали только до наступления темноты. После 20 декабря все стало резко меняться. Уже в первые дни подразделения НАТО при поддержке танков начали зачищать контрольные пункты на линии соприкосновения сторон. Международным силам IFOR были предоставлены большие полномочия по применению оружия для пресечения нарушений порядка, что привело к фактическому прекращению каких-либо активных действий враждующими сторонами.
В составе IFOR батальон находился с декабря 1995 по декабрь 1996 года.
В декабре 1996 года 240-й отдельный специальный батальон был передан под юрисдикцию сил Сил стабилизации НАТО SFOR (по июнь 1999 года). В марте 1997 года 240-й осб передислоцирован из г. Сараево в Боснию и Герцеговину в населённый пункт Врапчичи (недалеко от м. Мостар).
С июня 1999 года батальон выполнял задачи в составе сил KFOR и был выведен на Украину в ноябре 1999 года.
Всего за время пребывания 240-го отдельного специального батальона на территории бывшей Югославии проведено 14 замен личного состава.

## Военный быт
Условия, в которых налаживали свой быт украинцы, были довольно далеки от тех, которые все привыкли видеть сейчас. Батальон размещался в «казармах Тито» — бывшем военном училище. Четырёхэтажный дом с разрушенным верхним этажом было выделено для расквартирования личного состава. Окна заложили мешками с песком, провели некоторое ремонт помещений, организовали даже комнату отдыха и спортзал. Правда, периодически туда залетали пули во время уличных перестрелок сербов и мусульман. В казармах постоянно находилась только рота обеспечения, взвод артразведки и часть первой роты. Другие подразделения выполняли ежедневные задания за пределами Сараево: несли службу на блок-постах, доставляли продукты и топливо в заблокированные районы, охраняли и сопровождали конвои, проводили разминирование и антиснайперские мероприятия, собирали разбитые машины. В секторе «Сараево», кроме украинцев, находились ещё представители почти тридцати стран. Украинские миротворцы своей устойчивостью, ответственностью, неприхотливостью и ловкостью сразу завоевали авторитет среди коллег. Ещё погиб подполковник Словный В. А.

## Гуманитарная деятельность
Во время пребывания 240-го осб в г. Сараево в Боснии и Герцеговине личный состав, кроме выполнения миротворческих задач, принимал участие в восстановлении и реконструкции больницы и школы, ремонте дорог, линий электропередач, трамвайной линии и трамвая, оказании медицинской помощи местному населению. Следует отметить, что первый трамвай прошёл по восстановленной линии был выкрашен в желто-голубой цвет...

## Награждение миротворцев
Всех украинских миротворцев наградили медалями ООН, а после Дейтона — медалями НАТО. Четверо были удостоены государственных наград Украины. Один из них — старший сержант Александр Полтава — посмертно. Из первого состава батальона среди награждённых нет.